# Chrysops anthrax
Chrysops anthrax är en tvåvingeart som beskrevs av Olsufjev 1937. Chrysops anthrax ingår i släktet Chrysops och familjen bromsar. Inga underarter finns listade i Catalogue of Life.